# Sexto Apuleio (cônsul em 14)
Sexto Apuleio (em latim: Sextus Apuleius) foi um senador romano eleito cônsul em 14 com Sexto Pompeu. Era filho de Sexto Apuleio com Quintília, irmã do infame Públio Quintílio Varo. Era parente distante do imperador Augusto, pois seu avô casou-se com Otávia Maior, que era meio-irmã por parte de pai do imperador.

## Carreira
Sua carreira é praticamente desconhecida, com exceção de seu consulado em 14. Pompeu e Apuleio eram cônsules quando o imperador Augusto morreu e foram os primeiros a jurar lealdade ao novo imperador Tibério.
Geralmente assume-se que Apuleio morreu não muito depois de 14 pois ele não é mais mencionado depois de seu consulado. Sua morte não foi relatada na parte sobrevivente dos "Anais", de Tácito, o que sugere que ela teria ocorrido na porção perdida do livro V (ou seja, entre 30 e 31) ou depois do livro VI (depois de 37). 

## Família
Apuleio casou-se com Fábia Numantina, uma filha ou de Africano Fábio Máximo ou de Paulo Fábio Máximo, com Márcia, filha de Lúcio Márcio Filipo, meio-irmão de Augusto, com Ácia, filha de Júlia César, a Jovem, e tia de Augusto. O casal teve um filho também chamado Sexto Apuleio.